# Biserica de lemn din Zam

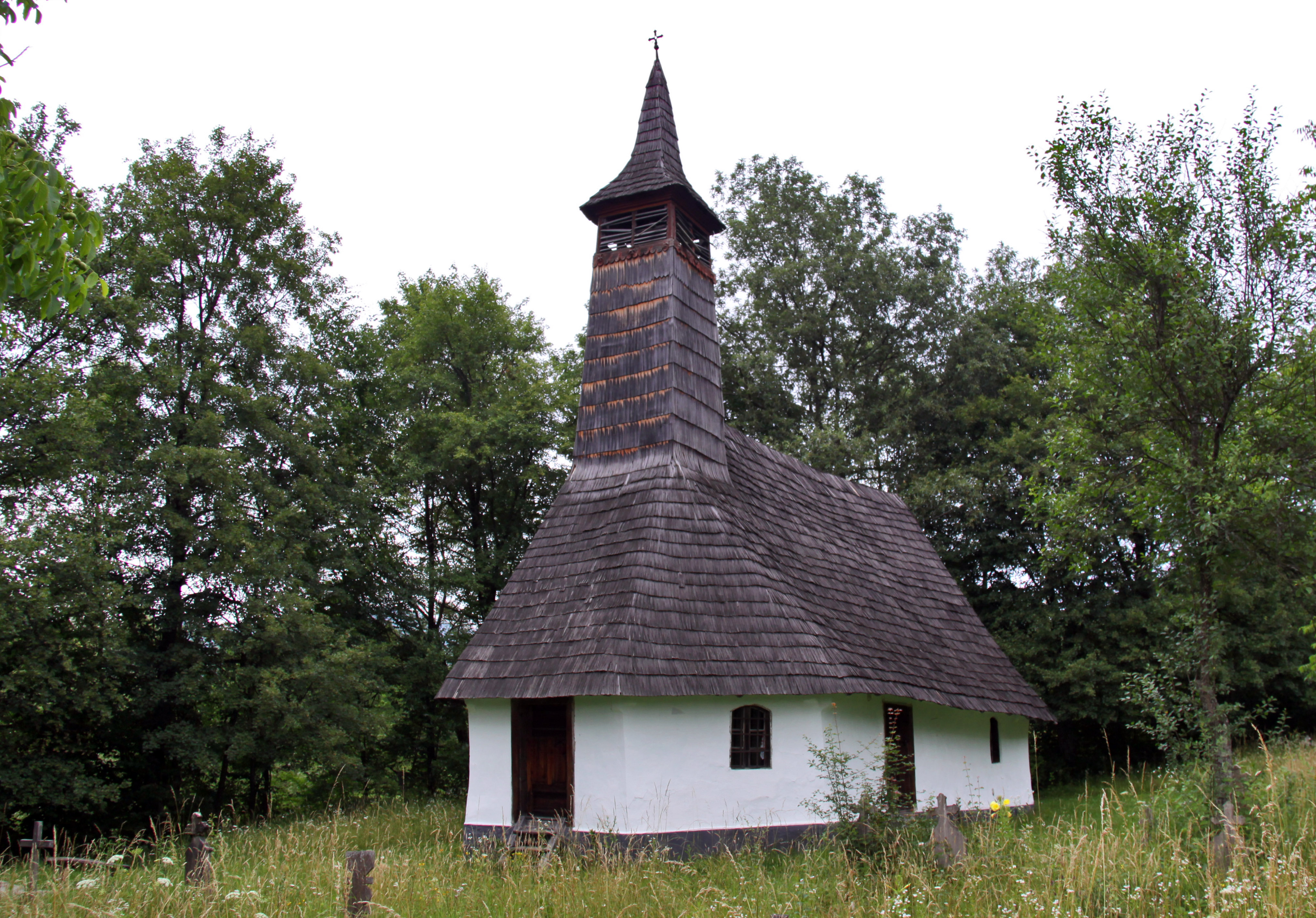
Biserica de lemn din Zam, Hunedoara, foto: iunie 2009

Biserica de lemn din Zam se află în localitatea omonimă din județul Hunedoara. Biserica a fost ridicată probabil în secolul 18. Se află pe noua listă a monumentelor istorice sub codul LMI:  HD-II-m-A-03475.

## Istoric și trăsături
Biserica „Nașterea Sfântului Ioan Botezătorul” din centrul de comună Zam a fost adusă potrivit tradiției, dintr-o vatră mai veche a satului, numită „Șuhai”, unde ar fi fost ctitorită în secolul al XV-lea. Documentar această vechime nu poate fi confirmată, dar planimetria arhaică (un dreptunghi, inițial boltit semicilindric, cu capetele poligonale nedecroșate, cu cinci laturi la răsărit și trei la apus) îi coboară începuturile mai jos de anul 1717, dată înscrisă pe unul din clopote. Prezența antimisului dăruit de episcopul Gherasim Adamovici al Ardealului în 1793 trebuie legată de finalizarea unor lucrări de renovare, acestui șantier datorându-i-se înălțarea clopotniței modeste, cu foișor deschis simplu și coif scund, precum și lărgirea spațiului navei printr-o travee. La interior se poate pătrunde prin două uși , amplasate pe laturile de sud și vest. Ploile și fumul au determinat dispariția unor compoziții întregi din ansamblul mural de odinioară. Cele câteva scene păstrate în pronaos fac trimitere la o pictură valoroasă, așternută direct pe bârne, în prima jumătate a secolului al XVIII-lea. În cadrul renovării amintite, spațiul rămas liber, căptușit cu scânduri, a fost decorat iconografic de zugravul Nicolae Bădău din Lupșa (județul Alba). Icoanele împărătești ale vechii tâmple și-au pierdut mult din strălucire în urma intervenției neinspirate a pictorului amator „Franz” din Toc (județul Arad). Învelitoarea de șiță a fost reînnoită în anii 1965, 1975, 1987 și 2006.

## Imagini

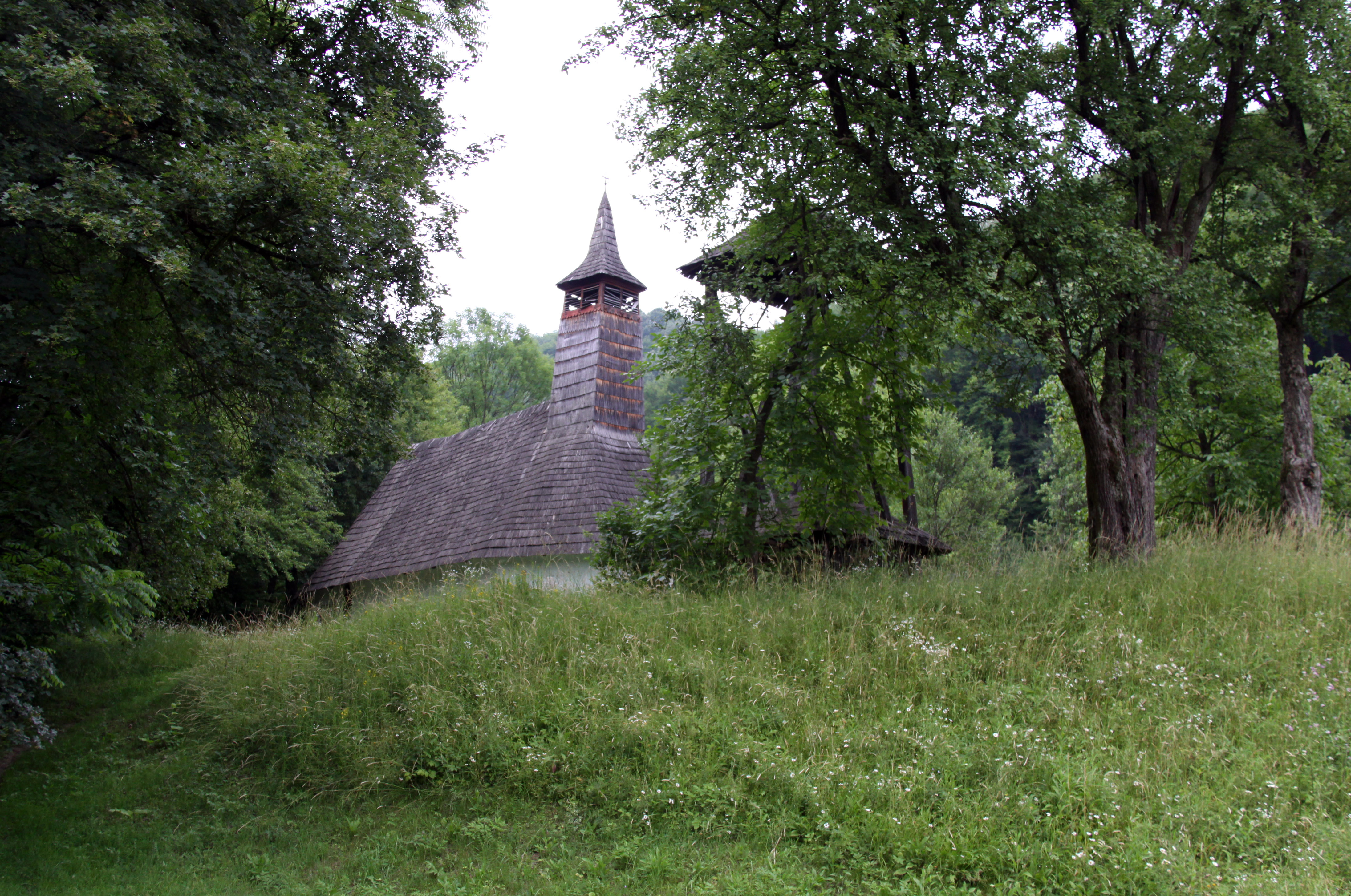
pe cărare spre biserică
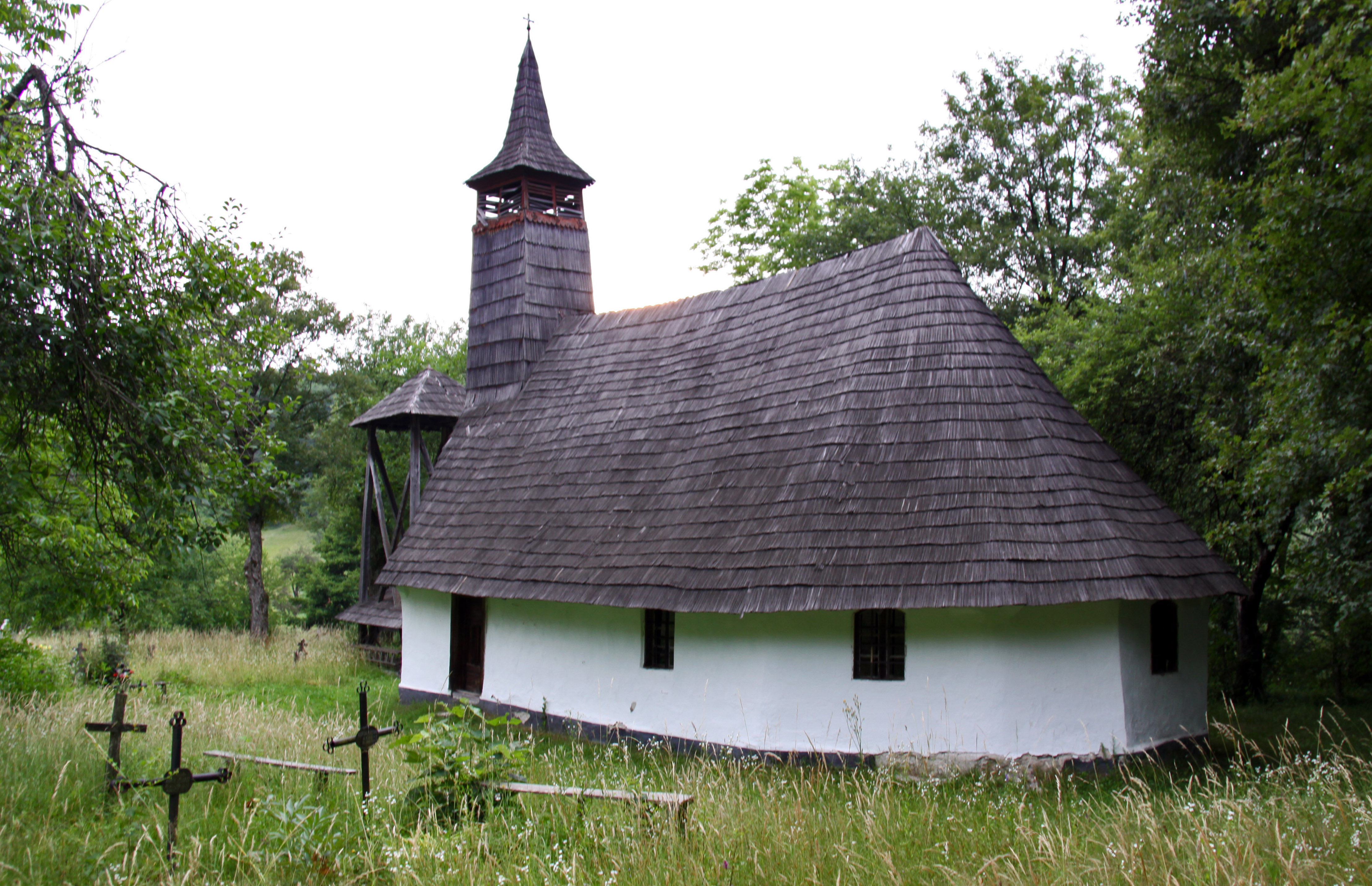
sud-est
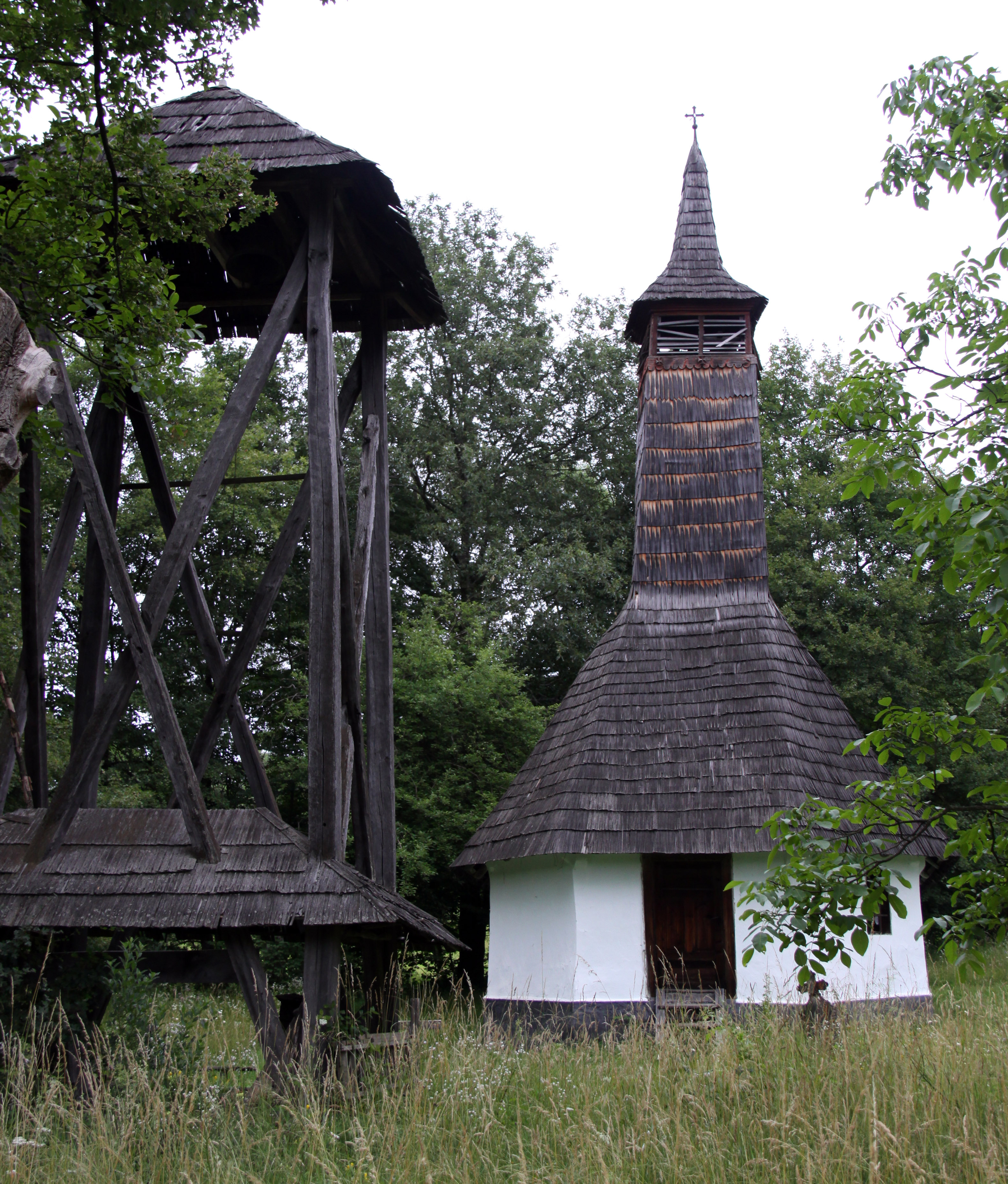
clopotnița și biserica
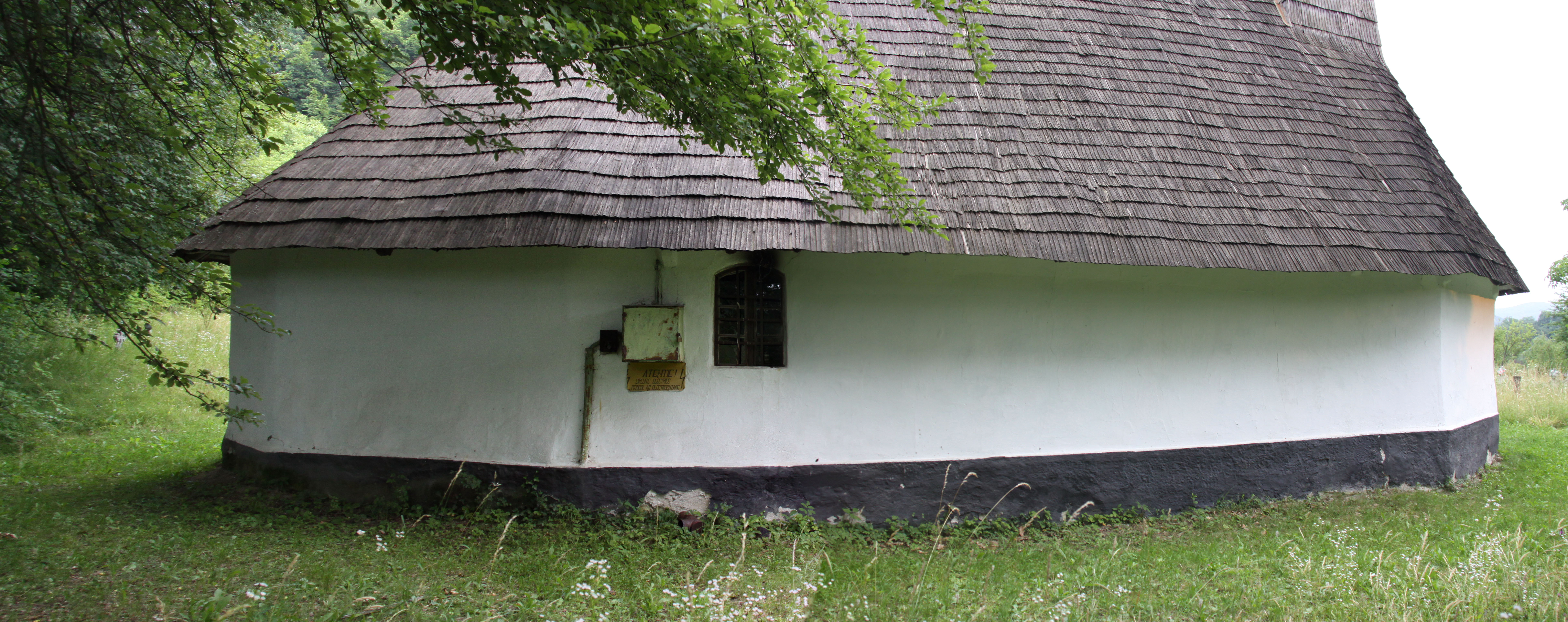
nord
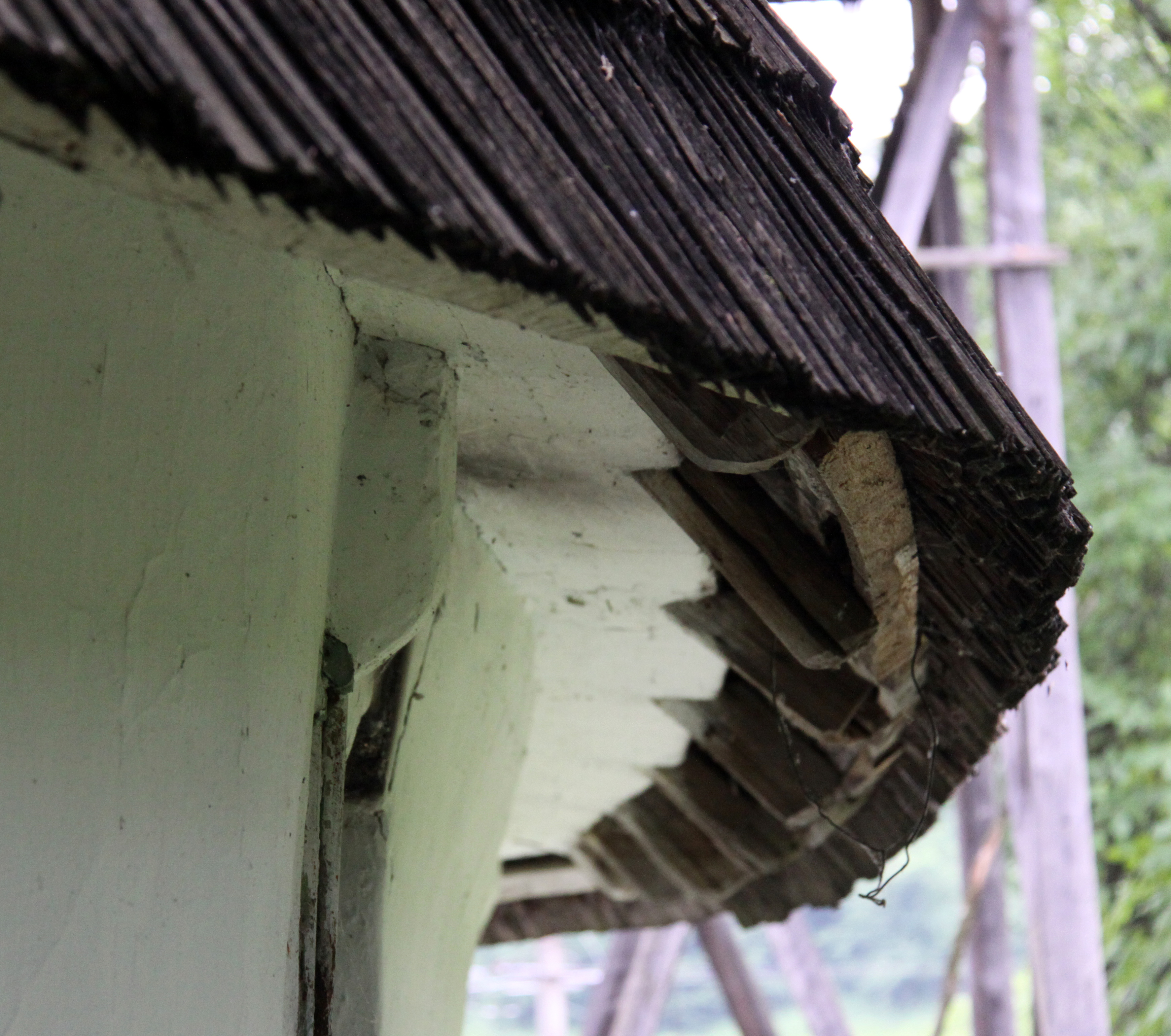
streașina de nord
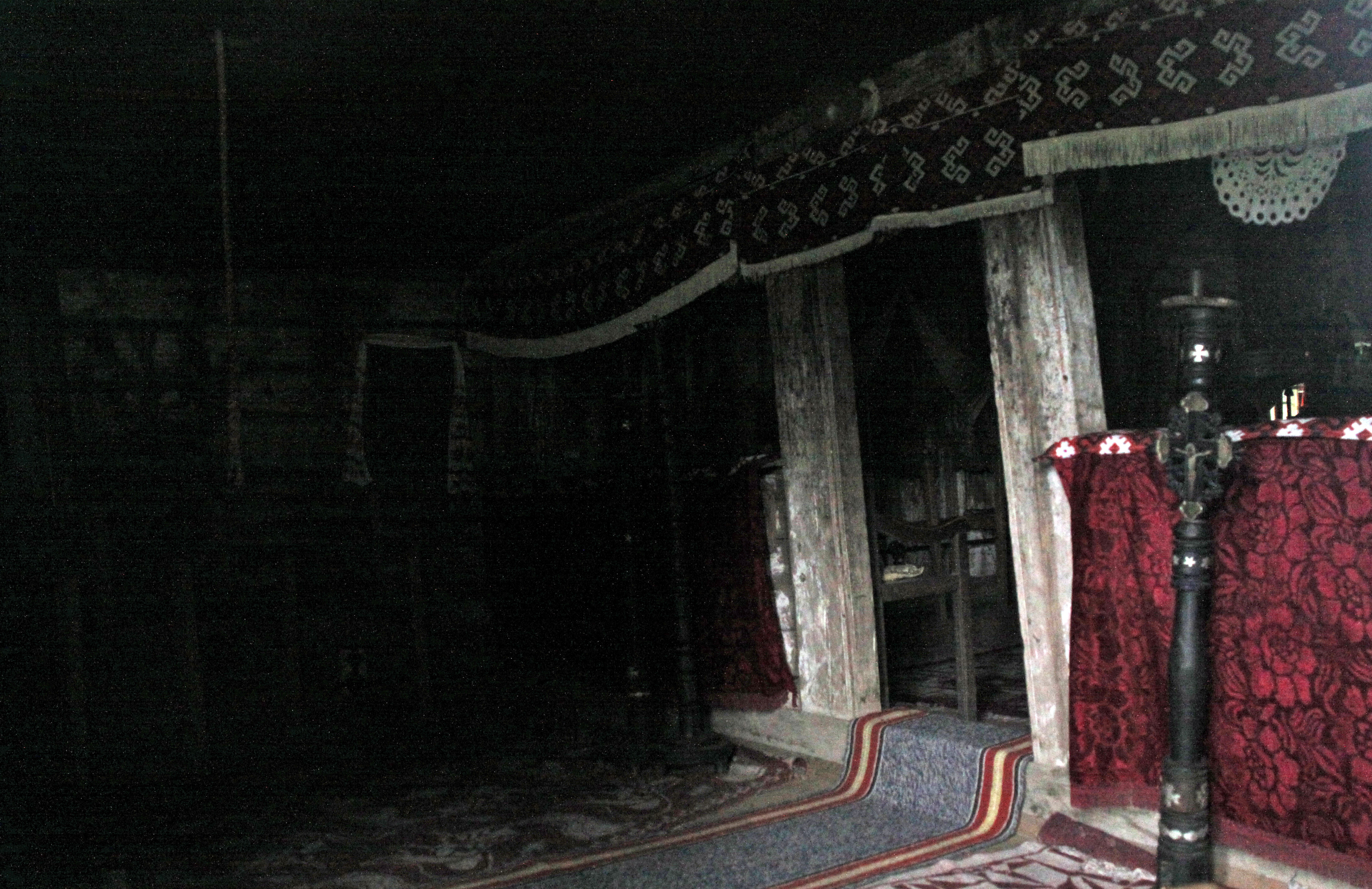
tinda